# 침향여설
《침향여설》(针灸理论)은 2022년 방송되었던 중국의 드라마이다.

## 줄거리
- 안담은 사엽함담족의 마지막 후예다. 안담은 명석한 두뇌와 뛰어난 영력을 지니고 태어났지만, 성실한 언니와 달리 선법 수련에 관심이 없다. 어느 날, 안담은 실수로 제군인 응연의 옥대를 망가트리고, 응연은 그 벌로 자기 처소인 연허천궁에서 일하며 자기 마음에 들 때까지 옥대를 수선하라고 한다. 그렇게 안담은 강제로 연허천궁에 머물게 되고, 시간이 지남에 따라 사랑이 금지된 천계에서 서서히 응연을 사랑하게 되며 인생 최대의 정겁을 겪게 되는데...

## 등장 인물

### 주요 인물
- 양쯔 : 안담 역

여자 주인공. 강력한 치유력을 지닌 상고시대 사엽한담족의 마지막 후예이며, 지석과는 쌍둥이다. 성격은 총명하고 장난이 심하며 진실하고 착하다. 제군이 연 향연에서 안담과 쌍둥이 언니 지석은 인간으로 변했고, 그녀의 생애 최대의 정겁인 응연을 처음 만났다. 선마대전 후 응연은 화독에 걸렸고, 안담은 곁에서 그를 보호하며 돌봤다. 심지어 자신의 심장 반쪽을 도려내어 응연을 치료하고 빛을 보게 했다. 그러나 응연은 오랫동안 창생을 수호했기에, 안담의 감정에 보답하지 않을 운명이다.
- 청이 : 응연제군/당주 역

남자 주인공이자 천제의 조카인 응연 제군. 그는 신계 4대 제군의 우두머리로, 정직하고 박애로우며 천하 창생을 수호한다. 수만 년 동안 응연은 감정과 욕망을 끊기 위해 연천허궁에서 홀로 살았으며, 북명선군의 거북이를 뒤집는 것이 그의 적막한 시간에서 유일한 즐거움이었다. 안담과 함께 하는 것은 태어나서 가장 행복한 시간이었지만, 그는 끝까지 짊어진 책임을 뒤로하고 원하는 삶을 추구할 수 없었기에 결국 안담에 대한 애틋한 마음을 저버릴 수 밖에 없다.
- 장예 (张睿) : 여묵 역

상고족인 구기족의 마지막 후예. 모든 요괴의 왕인 그는 인간계에서는 맹산경의 산주다. 냉정하고 끈기가 있으며, 겸손하고 조용하다. 천계에서 안담은 그가 사람으로 변하는 것을 도왔으며 여묵이라는 이름을 지어주었는데, 이때부터 안담은 그의 뇌리에 깊숙히 박혔다. 여묵이 안담에 대한 사랑을 깨달았을 때, 그녀는 이미 응연을 사랑하고 있었다. 삼계가 요동치자 여묵은 여러 번 안담을 위해 몸을 던지면서 묵묵히 옆을 지켰으며, 그녀가 어떤 선택을 하든 무조건 그녀를 지지할 것이다.
- 멍쯔이 : 지석 역

안담의 쌍둥이 언니. 쌍둥이 연꽃이지만 안담보다 약하게 태어났다. 천성이 허약하고 무엇이든 배우는 것이 느려서 다른 사람들의 비웃음을 많이 받았기에, 그녀는 자신의 약점을 보완하기 위해 열심히 노력했다. 끝내 그녀의 끊임없는 노력으로 마침내 선계의 최연소 신선이 되었다. 하지만 차츰 약한 면모가 드러나자 마음이 불안해진 그녀는 형광에게 현혹되어 안담을 음해한다.

### 그 외 인물
- 주영등 (朱泳腾) - 천제 역
- 서개녕 (徐恺咛) - 형등 선녀 역
- 이흔택 (李欣泽) - 환흠 역

## 기타
- 모아앱에서만 볼 수 있었으나, 2023년 현재는 쿠팡플레이, 왓챠, 티빙에서도 볼 수 있다.
- 원작에서는 여묵이 남자주인공이고 응연은 서브남자주인공이었으나, 드라마화 되면서 응연 제군이 남자주인공으로 각색되었다.
- 원래는 한 드라마였으나, 1부와 2부로 나누어 각각 침향여설, 침향중화로 방영했다.
- 본편이 끝난 뒤 번외 2편이 있다. 이 번외편은 모아에서 볼 수 있다.
- 여자주인공 안담과 여자 조연인 지석, 형등, 조란, 임랑은 모두 북경전영학원 출신이다.
- 원작이 국내 정발되지 않아서, 블로그에서 번역본은 찾아봐야 한다.